# Valerano di Saluzzo
Valerano Saluzzo della Manta (Saluzzo, 1374 circa – Manta, 1443) fu reggente del marchesato di Saluzzo (1416-1424), signore della Manta, Verzuolo e Brondello; capostipite del ramo dei signori Saluzzo di Verzuolo e della Manta. Era soprannominato "il Burdo", dal nome del castello di Burdello (oggi Brondello).

## Biografia

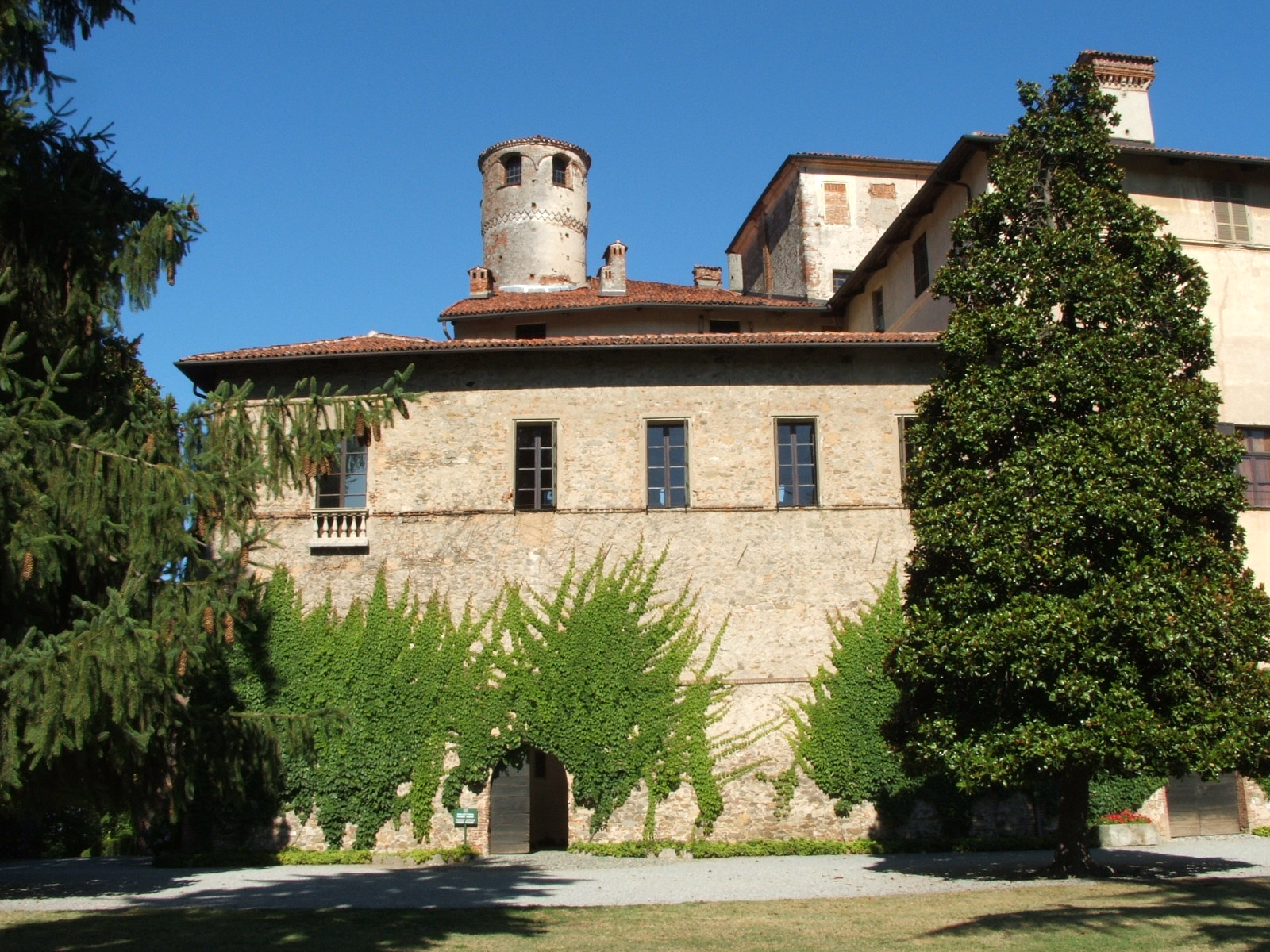
Saluzzo, il castello della Manta

Figlio illegittimo di Tommaso III di Saluzzo e di una donna sconosciuta, forse tale Olmeta de Solio, Valerano venne nominato nel testamento paterno reggente del marchesato insieme alla vedova Margherita di Roussy. Il marchese morì nel 1416. Il figlio legittimo, avuto dalla nobile francese, era Ludovico, allora di appena nove anni. Valerano, che era già quarantenne, venne quindi considerato più adatto a mantenere la reggenza.
Alla morte di Tommaso III, Valerano governò come un vero marchese fino alla maggiore età del fratello minore: come previsto dalle ultime volontà del padre e di Margherita (deceduta nel 1419), a Valerano spettò il castello della Manta con relativo feudo, in cui egli si ritirò fino alla morte. Qui predispose la restaurazione dell'edificio, facendo affrescare l'imponente Sala baronale, nella quale lo si può vedere ritratto nei panni di Ettore, unitamente ad altri marchesi e marchese nelle vesti di eroi e di eroine.
Da lui discese il ramo dei Saluzzo della Manta, che sopravviverà fino al XIX secolo.
Lo ricorda, così, lo storico Gioffredo della Chiesa, segretario del marchese Ludovico I: Lo spectabile Valerano bastardo di Salucio, el quale se diceva el Bordo, che fu homo da assay.

## Ascendenza
|                        |   |                              | Genitori             |  |  | Nonni |  |  | Bisnonni              |  |  | Trisnonni             |  |
|                        |   |                              |                      |  |  |       |  |  | Tommaso II di Saluzzo |  |  | Federico I di Saluzzo |  |
|                        |   |                              |                      |  |  |       |  |  | Tommaso II di Saluzzo |  |  | Federico I di Saluzzo |  |
|                        |   | Margherita de La Tour du Pin |                      |  |  |       |  |  | Tommaso II di Saluzzo |  |  |                       |  |
| Federico II di Saluzzo |   |                              |                      |  |  |       |  |  | Tommaso II di Saluzzo |  |  |                       |  |
|                        |   | Ricciarda Visconti           | Galeazzo I Visconti  |  |  |       |  |  |                       |  |  |                       |  |
|                        |   | Ricciarda Visconti           | Galeazzo I Visconti  |  |  |       |  |  |                       |  |  |                       |  |
|                        |   | Ricciarda Visconti           | Beatrice d'Este      |  |  |       |  |  |                       |  |  |                       |  |
| Tommaso III di Saluzzo |   | Ricciarda Visconti           |                      |  |  |       |  |  |                       |  |  |                       |  |
|                        |   | Ugo di Ginevra               | Amedeo II di Ginevra |  |  |       |  |  |                       |  |  |                       |  |
|                        |   | Ugo di Ginevra               | Amedeo II di Ginevra |  |  |       |  |  |                       |  |  |                       |  |
|                        |   | Ugo di Ginevra               | Agnès de Chalon      |  |  |       |  |  |                       |  |  |                       |  |
| Beatrice di Ginevra    |   | Ugo di Ginevra               |                      |  |  |       |  |  |                       |  |  |                       |  |
|                        |   | Isabelle d'Anthon            | …                    |  |  |       |  |  |                       |  |  |                       |  |
|                        |   | Isabelle d'Anthon            | …                    |  |  |       |  |  |                       |  |  |                       |  |
|                        |   | Isabelle d'Anthon            | …                    |  |  |       |  |  |                       |  |  |                       |  |
| Valerano di Saluzzo    |   | Isabelle d'Anthon            |                      |  |  |       |  |  |                       |  |  |                       |  |
|                        | … | …                            |                      |  |  |       |  |  |                       |  |  |                       |  |
|                        | … | …                            |                      |  |  |       |  |  |                       |  |  |                       |  |
|                        | … | …                            |                      |  |  |       |  |  |                       |  |  |                       |  |
| …                      | … |                              |                      |  |  |       |  |  |                       |  |  |                       |  |
|                        |   | …                            | …                    |  |  |       |  |  |                       |  |  |                       |  |
|                        |   | …                            | …                    |  |  |       |  |  |                       |  |  |                       |  |
|                        |   | …                            | …                    |  |  |       |  |  |                       |  |  |                       |  |
| Olmeta de Solio        |   | …                            |                      |  |  |       |  |  |                       |  |  |                       |  |
|                        |   | …                            | …                    |  |  |       |  |  |                       |  |  |                       |  |
|                        |   | …                            | …                    |  |  |       |  |  |                       |  |  |                       |  |
|                        |   | …                            | …                    |  |  |       |  |  |                       |  |  |                       |  |
| …                      |   | …                            |                      |  |  |       |  |  |                       |  |  |                       |  |
|                        |   | …                            | …                    |  |  |       |  |  |                       |  |  |                       |  |
|                        |   | …                            | …                    |  |  |       |  |  |                       |  |  |                       |  |
|                        |   | …                            | …                    |  |  |       |  |  |                       |  |  |                       |  |
|                        |   | …                            |                      |  |  |       |  |  |                       |  |  |                       |  |